# Orsova

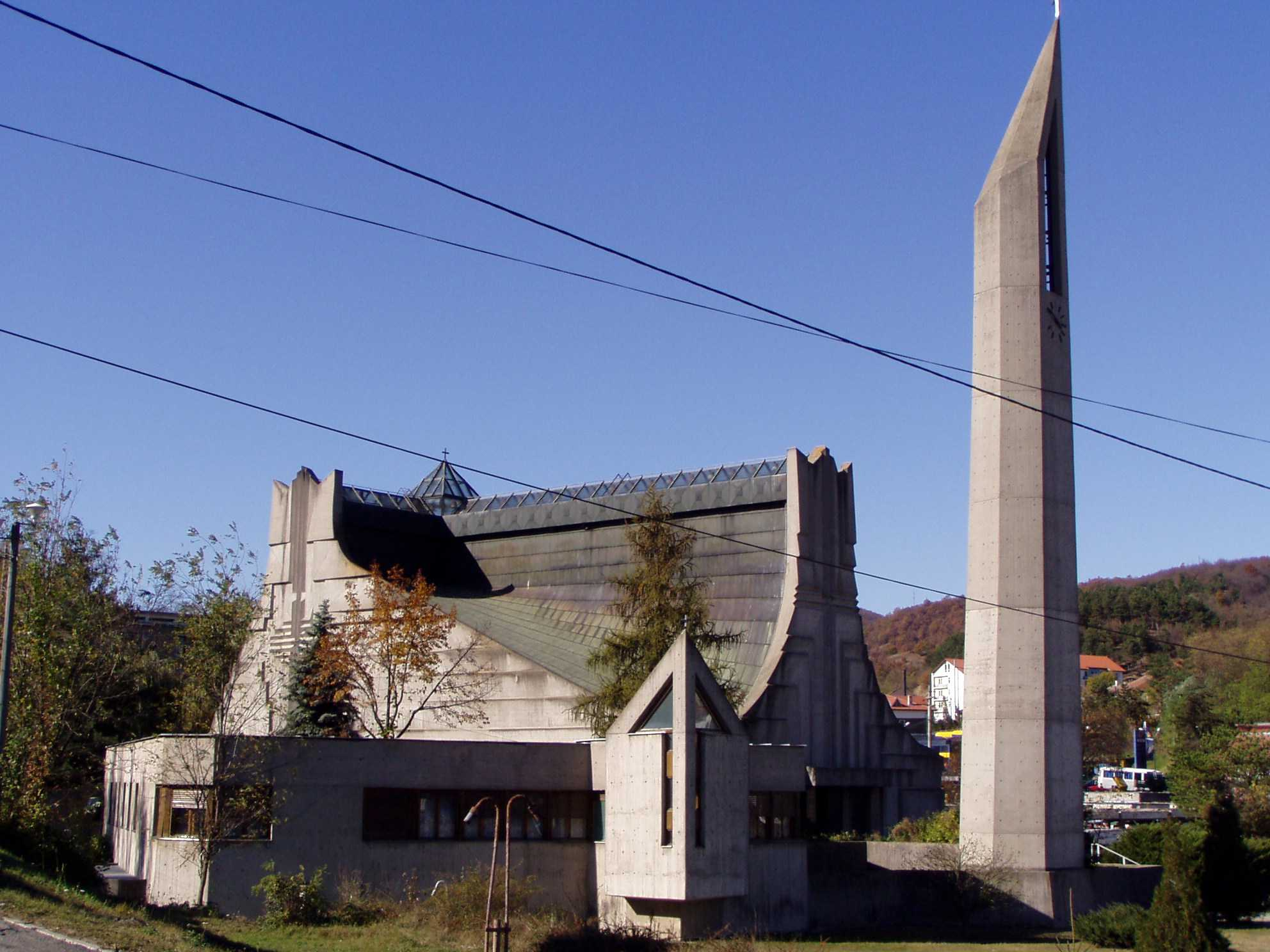
A római katolikus templom

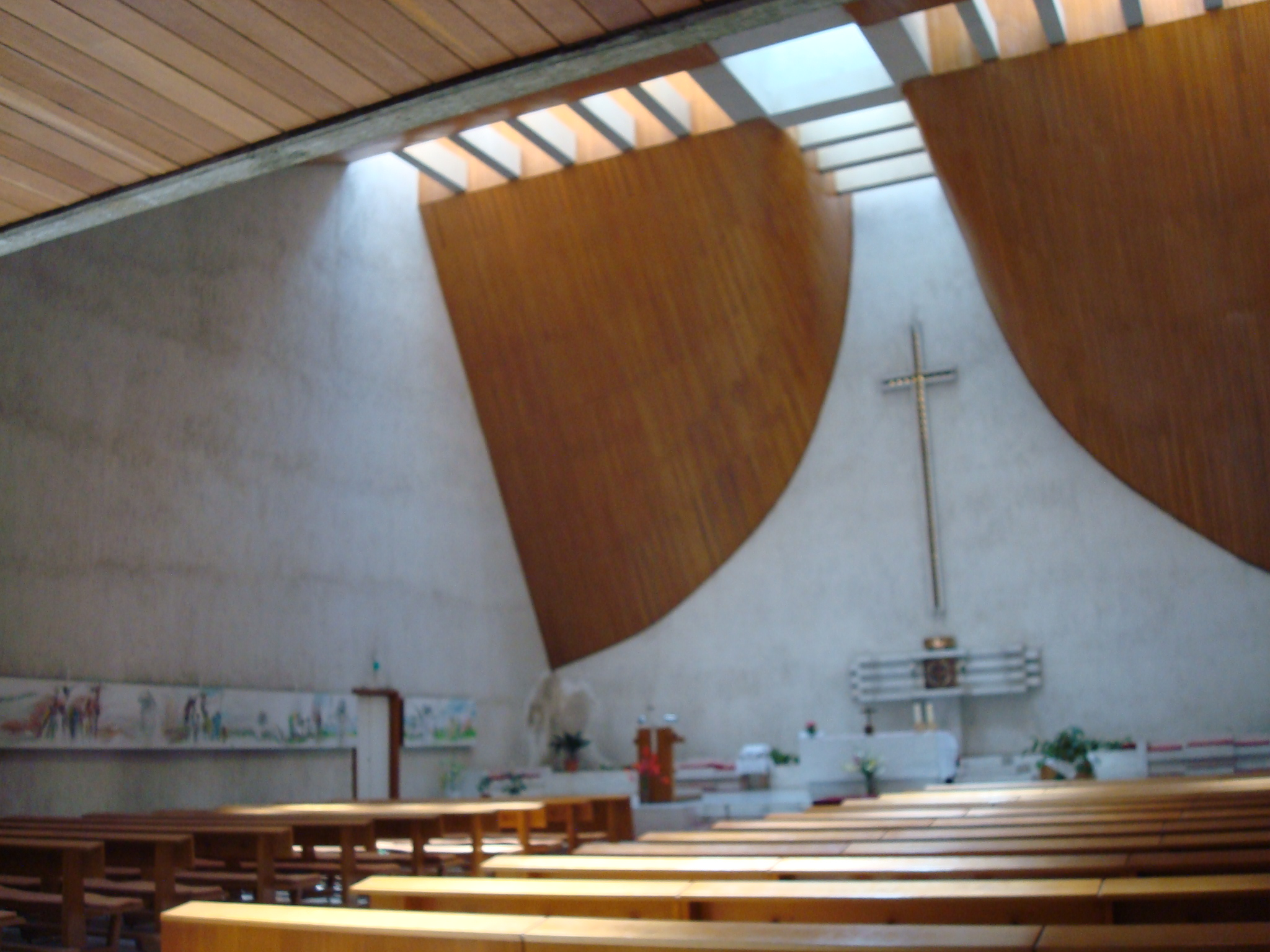

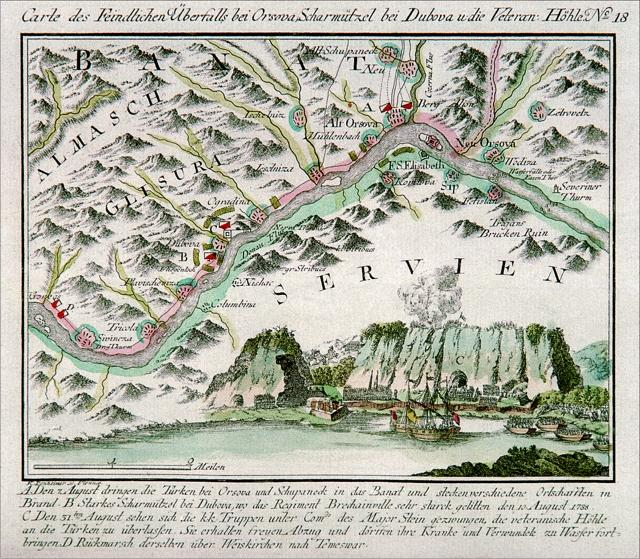
Ó- és Újorsova környéke az 1788-as harcok idején

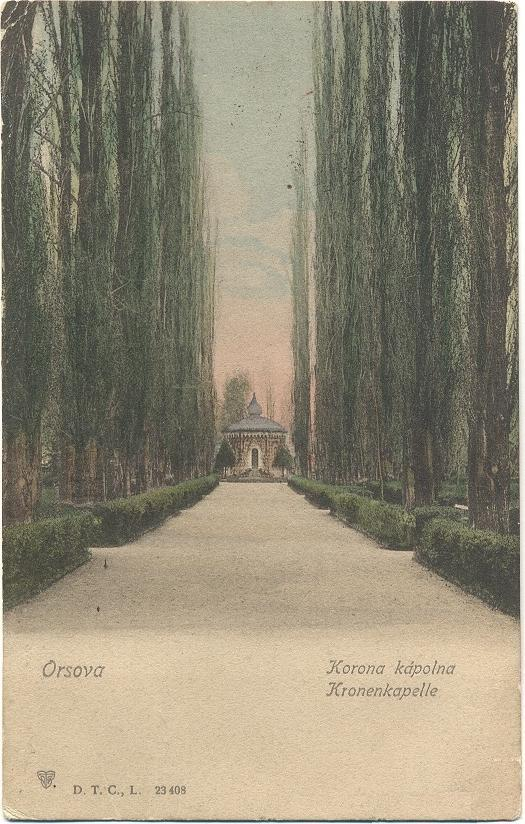
Az egykori Korona-kápolna

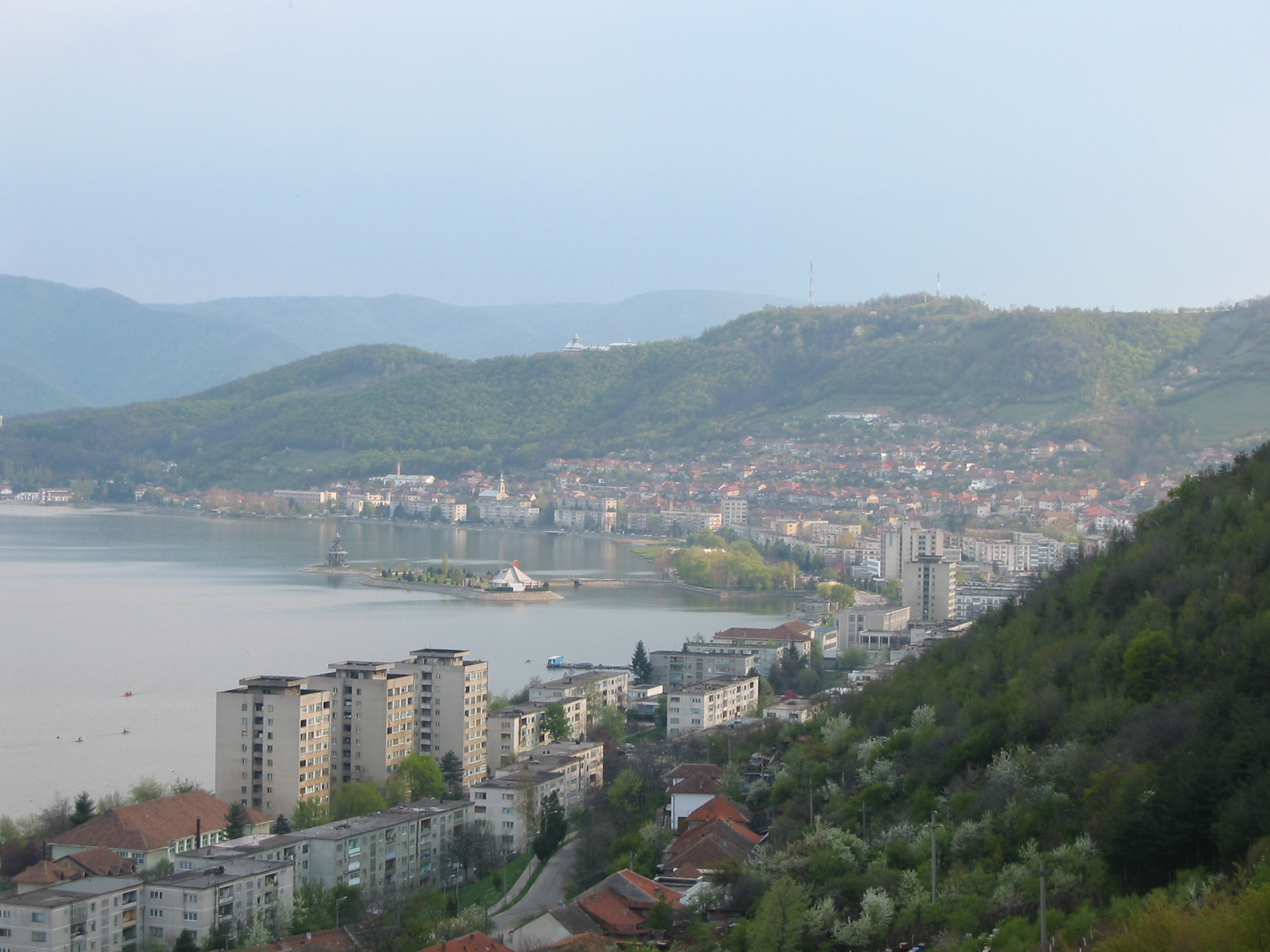

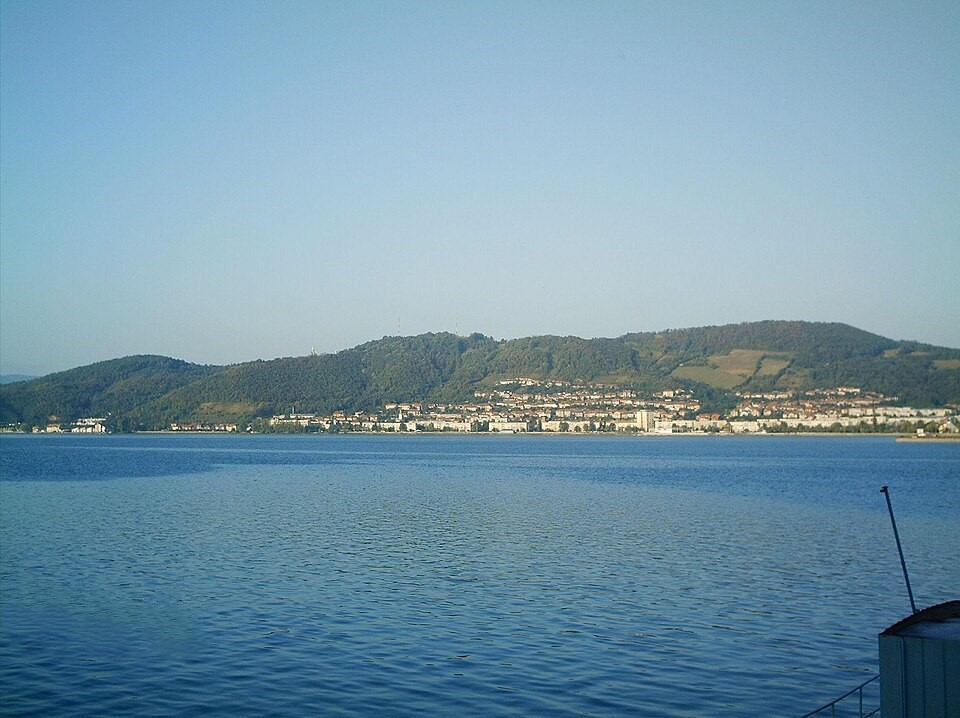

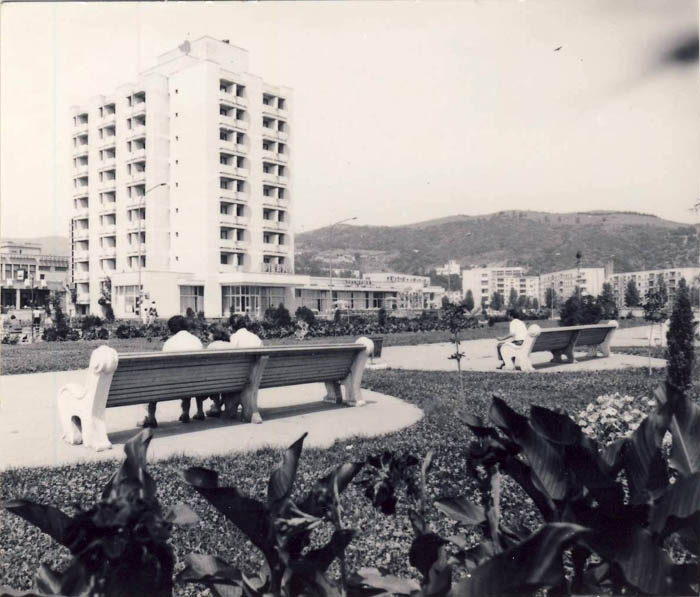
Részlet 1978-ból

Orsova (románul Orșova, egykor Rușava, németül: Orschowa, szerbül Оршава vagy Ryшава, csehül: Oršava) municípium (megyei jogú város) Romániában, Mehedinți megyében.

## Fekvése
A Bánság délkeleti csücskében, a Cserna folyó torkolatától délre, a Duna bal partján fekszik. A mai város 1966–74-ben, a Duna tereprendezéssel kialakított teraszán épült fel, mivel addigi helye a Vaskapu I. vízerőmű felépítésekor a vízfelszín alá került.

## Nevének eredete
Neve az Örs törzsnév szláv -ova képzős származékából való. 1349-ben Vrsua és Orsuua, 1351-ben Orsva, 1396-ban Orswe, 1428-ban Orsova, 1440-ben Orsaua, 1481-ben Orseva, 1689-ben Hersova alakban írták.

## Története
A rómaiak Dierna néven építettek egykori helyén castrumot. Itt verte meg 1091-ben Szent László serege a betörő kunokat. 1349-ben királyi várát említik, amelyet 1372-ben, Nagy Lajos parancsára Himfi Péter és Benedek építtette újjá. Szintén 1349-ben genovai kereskedők a Dunán egészen idáig felhajóztak. Egyesek szerint már 1366 körül megalapíthatták bolgár ferences kolostorát, amelyet először 1428-ban említett oklevél és 1516 előtt a törökök rombolták le. 1387-ben Losonczi László foglalta vissza várát a pártütő Horváti Jánostól és Palisnai Jánostól. A tarnovói bolgár állam 1393-as elfoglalása után Orsován keresztül érkeztek Magyarországra bolgár menekültek. I. Bajazid hadai bevették, de 1396-ban Zsigmond európai segédhadaival visszafoglalta. 1428-ban civitasként említik, de inkább mezőváros lehetett, vámmal. 1429 és 1435 között a Német Lovagrend birtoka volt. I. Ulászló serege itt időzött pár napig 1444-ben, a várnai csata előtt. A várat 1457-ben Hunyadi László birtokolta. A 16. század elején a Szörényi bánság székhelye volt. 1522-ben Balibég belgrádi pasa foglalta el.
Vitéz Mihály 1595-ben idáig üldözött egy magyarországi hadjáratáról hazafelé tartó, elcsigázott tatár sereget és utolérve őket, nagy részüket megölte. 1621-ben már szandzsák székhelye volt. Ekkor 188, 1634-ben 164 zsoldos védte. Török helyőrsége 1688-ban, Belgrád és Karánsebes császári kézre jutása után elmenekült, a várban maradt szerbek pedig átadták az ideérkező Johann Friedrich Ambrosius von Veteraninak. A következő évben, Köprülü Musztafa ellentámadásától tartva Sigbert Heister megerősíttette és palánkkal vetette körül a szigeten fekvő várat. 1689 júliusában Thököly Imre hajókról ostrom alá vette a német és szerb őrség által védett erősséget, és augusztus 3-ára bevette, azonban Veterani még az év folyamán visszafoglalta. 1697-ben lerombolták, de a következő évben ismét a török foglalta el és újjáépítette. A császári seregek 1716-os offenzívájakor Claude Florimond de Mercy seregét még sikerült visszaszorítaniuk a város alól, de a következő évben a törökök, akik között ekkor feltűnt Bercsényi Miklós is, kiürítették a várat, amely ekkor hosszabb időre császári kézre került.
Valószínűleg az első bánáti település volt, ahová németek települtek. 1718-ban újraalapították római katolikus plébániáját (1737-ben nyolcvan évre megszűnt, 1738-ban Nagyzsupaneken alapítottak plébániát). A Duna szigetén fekvő várat (a későbbiekben Óorsova) kijavították és megerősítették, amellett pedig egy a Cserna torkolata alatt fekvő másik szigeten felépítették az Újorsovának elnevezett, Vauban-rendszerű várat. (Török kézre jutva a sziget később az Ada Kaleh nevet kapta.) 1732-ben meglátogatta Mária Terézia. Az 1737–1739-es háború során a törökök feldúlták a várost, és négyszer is hiába ostromolták Újorsovát, de a 2800 fős őrség csak az ötödik, négy hétig tartó ostrom után adta meg magát egy megerősített török ostromló sereg előtt, mivel nem reménykedhetett felmentők érkezésében. Az 1739-es belgrádi békében a Habsburg Birodalom lemondott Újorsováról a törökök javára.
1746 körül épült első ortodox kőtemploma. Az 1788–90-es osztrák–török háborúban a törökök előbb 1788. augusztus 7-én rövid időre elfoglalták a várost, majd 1790. április 16-án a császáriak foglalták el Újorsova (Ada Kaleh) várát, de az 1791. augusztus 4-én megkötött szisztovói béke visszaadta azt a törököknek. Mint határállomás 1809–1813-ban, Napóleon kontinentális zárlata idején tett szert először nagy jelentőségre. 1816-ban felszentelték új, az eddiginél nagyobb ortodox templomát. 1817-ben ismét újraalapították római katolikus plébániáját és a rákövetkező évben felépült temploma is. 1827-től gyógyszertár, 1818-tól 1850-ig harmincadvámhivatal működött a városban. 1828-tól 1871-ig a Határőrvidék egyik századának székhelye volt. 1829-ben létesült a Duna-Gőzhajózási Társaság telepe és épült ki a Karánsebesig vezető út, és ezután egészen az első világháborúig töretlen volt fejlődése.
1831-ben alapították görög, 1836-ban német elemi iskoláját. 1844-ben ide helyezték a Dunagőzhajózási Társaság felügyelőségét. 1846-ban elkészült a Duna mentén haladó Széchenyi-út. Bem József 1849. május 16-án kardcsapás nélkül foglalta el. Követeket küldött Ada Kalehre Ozmán pasához, az Oszmán Birodalom képviselőjéhez, hogy átadják neki a függetlenségi nyilatkozat egy példányát. Augusztus 17-én más magyar forradalmárokkal együtt itt hagyta el Magyarországot Kossuth Lajos. Szemere Bertalan a Cserna torkolata alatt emelkedő Allion-hegy tövében, a Habsburg és az Oszmán Birodalom közötti senkiföldjén ásta el a magyar Szent Koronát.
1850-ben vámhivatalt, 1853-ban távirdahivatalt állítottak fel Orsován és ide helyezték át a határőrség dandárparancsnokságát. 1853. szeptember 8-án a korona után folytatott nyomozás eredménnyel járt, és a császári hatóság azon a helyen találta meg a koronaékszert, ahol Szemere négy évvel korábban elásta. A helyre Ferenc József emlékkápolnát építtetett.
Lakosságában a román határőr–halász és a német nyelvű határőr–katonatiszti elemen kívül egyre jelentősebbé vált egy nemzetközi, magán- és állami hivatalnoki réteg, amely sűrűn cserélődött. Mivel termőföldje egyáltalán nem volt, gazdálkodó réteg nem alakult ki. 1857-ben német elemi leányiskola, 1859-ben német férfikórus alakult. 1869–71-ben felszámolták a határőrséget és a települést 1873-ban Szörény vármegyéhez csatolták. 1877 elején mozgalom indult, hogy Karánsebesről ide helyezzék át a vármegye székhelyét, de 1880-ban létrejött Krassó-Szörény vármegye, amelyben Orsova járási székhelyi rangot kapott. 1873-tól rendszeresen megjelent Orsovaer Wochenblatt című hetilapja. 1874-ben hétfőn és csütörtökön hetivásár, 1877-ben évi két országos vásár tartására nyert jogot. 1878-ban megépült a Temesvár–Karánsebes–Orsova-vasútvonal, és ezzel egyértelműen megnyerte a korábban Báziással és Ómoldovával folytatott versenyt. A vasútállomás mellett Korona néven új negyed épült, parkkal, szállodákkal és a határfelügyelet épületeivel. A vasút, a közigazgatás polgárosítása és az állami hivatalok a magyar nyelvű középosztály megjelenésével jártak. 1879-ben létrejött a (magyar nyelvű) állami fiú- és leányiskola, 1899-ben egy második magyar iskola a MÁV-telepen, és a római katolikus pap 1885-ben elmondta az első magyar nyelvű szentbeszédet. A különböző magyar egylet- és folyóiratalapítási próbálkozások ellenére a település megtartotta nemzetközi és főként német jellegét, és a nagyrészt ideiglenesen itt dolgozó középosztályt csak gyengén érintette a magyar asszimiláció. A magyar úri osztály al-dunai hajókirándulásainak azonban állandó attrakciójává vált Orsova. Rendesen megtekintették a Korona-kápolnát és ha idejük engedte, áthajóztak az egzotikus, török miliőjű Ada Kaleh-re, amely 1878-tól osztrák–magyar megszállás alatt állt („Török-Orsova”).
1879 és 1890 között 680 méteres hosszúságban kialakították a rakpartot. 1884–85-ben kőből és betonból hullámtörő gátat építettek. 1889-ben átadták a modern szabadkikötőt − mivel azonban messze esett a községtől, a hajók többsége továbbra is a régi kikötőt használta. 1890–96-ban a dunai hajózás megkönnyítésére a szerb oldalon csatornát ástak és sziklákat robbantottak fel. Az utcákat fásították, a település észak felé terjeszkedett. 1891-ben Tuffierben kőolajfinomító kezdte meg működését, az 1900-as években jelentős hajójavító műhelye és sörgyára is volt. Nagy hírre tett szert az orsovai vizakaviár. Románok és szerbek 1880-ban közös templomi kórust, 1881-ben olvasóegyletet hoztak létre. 1909 és 1919 között működött benne a Mária Iskolatestvérek iskolája.
Vas Béla 1906-os szociográfiája szerint a századfordulón fejlődése megtorpant, részben az útlevélkényszer fokozatos bevezetése miatt. Az Al-Duna szabályozása az 1890-es években felerősítette a jövőhöz fűződő várakozásokat. A vagyonosabb lakosok építkeztek, kölcsönöket vettek föl és üzleteket alapoztak az ideiglenesen itt tartózkodó munkásokra és mérnökökre. A sok idegen aztán elköltözött, a pénzbőség megszűnt, sok lakás pedig üresen maradt. Ráadásul az Al-Duna nemzetközi hajóforgalma az 1880-as évekhez képest is lecsökkent. Kevesebb román és szerb hajó közlekedett a folyamon, és még kevesebb kötött ki Orsován, az osztrák-magyar hajók forgalma pedig hanyatlott. A szomszédos román, szerb és bolgár területek lakói 1903-tól már nem kereshették föl útlevél nélkül az orsovai piacot.
Medve Zoltán krassó-szörényi főispán 1913-ban Ada Kaleh szigetére hajózott és Újorsova néven magyar közigazgatás alá vonta. Orsovát 1916 szeptemberében a román hadsereg Cserna Hadosztálya foglalta el, de a központi erők néhány hét alatt visszafoglalták. 1918 novemberében szerb, 1919 februárjában francia csapatok szállták meg. A román közigazgatás május–júniusban rendezkedett be. Határállomási szerepének megszűnésével jelentősége is megcsappant. A korábban fontos hajójavítás a két világháború között jelentéktelenné zsugorodott. Lakosságának mobilis, nemzetközi eleme elhagyta. Megmaradt egy itt gyökeret vert német és magyar nyelvű réteg, és megjelent a román hivatalnoki osztály.
1923-ban városi rangot kapott. A két világháború között állami román gimnázium, felsőkereskedelmi iskola és néhány évig német népiskola működött benne. 1929-ben, angol–román tőkével 150 szövőszékkel textilgyára létesült, amelyet 1935-ben egy cseh vállalkozó vett meg, és ő működtette 1948-ig. Az első világháború után, 1943-ban létesült ismét egy jelentős hajójavító műhely. A kommunista hatalomátvétel után Jugoszlávia közelsége miatt nem fejlesztették, a rajoni székhelyet is csak 1954-ben helyezték ide Mehádiáról. 1968-ban Mehedinți megyéhez csatolták. Mivel az addigi várost a román–jugoszláv közös beruházásként épült Vaskapu I. vízerőmű részeként 1970-ben elárasztották, 1966 és 1974 között északra új várost építettek fel és az orsovaiakon kívül ide költöztették Koramnik, Nagyzsupanek és Tuffier lakosságát is. Az 1970-es–80-as években a városban hajójavító, textilgyár, gépgyár és faipari üzem működött, kvarcot, azbesztet, földpátot, csillámpalát, zsírkövet, szerpentinitet és bentonitot termeltek ki. 1989 után ezen iparágak közül a hajójavítás maradt meg. 2000-ben kapott municípiumi rangot.

## Demográfia
| 1880 (a)                                    | 3381   | 974    | 1390 | 499  | 154 | ?    |
| 1890 (a)                                    | 3564   | 985    | 1472 | 714  | 140 | ?    |
| 1900 (a)                                    | 4610   | 1165   | 1835 | 1207 | 180 | <176 |
| 1910 (a)                                    | 5795   | 1360   | 2015 | 1870 | 262 | <223 |
| 1920 (n)                                    | 4558   | 1614   | 1983 | 605  | ?   | ?    |
| 1948 (a)                                    | 5107   | 3687   | 518  | 524  | ?   | ?    |
| 1966 (a)                                    | 6657   | 5491   | 299  | 513  | 83  | 229  |
| 1977 (n)                                    | 13 701 | 12 541 | 255  | 382  | 108 | 334  |
| 1992 (n)                                    | 16 009 | 14 872 | 161  | 261  | 134 | 322  |
| 2002 (n)                                    | 12 965 | 12 237 | 93   | 152  | 109 | 241  |
| a: anyanyelv szerint, n: nemzetiség szerint |        |        |      |      |     |      |

1555 lakója közül 1869-ben 767 volt ortodox, 723 római katolikus, 37 evangélikus és 13 zsidó vallású.
2002-ben 12 965 lakója közül 11 946 volt ortodox és 723 római katolikus vallású.

## Látnivalók
- A modern stílusú római katolikus templom 1972 és 74 között, Hans Fackelmann tervei szerint épült. Gabriel Popa Keresztút-festményén feltűnik Vlagyimir Iljics Lenin, John Lennon, Nadia Comăneci tornász, Florin Piersic és Széles Anna színész is.[10] A magyar korona itt töltött éveire egy 2004-ben állított tábla emlékeztet.[11]
- Ada Kaleh elárasztása előtt a Șimian-szigetre költöztették az ottani házak egy részét a mecsettel és az erőd egyes részeivel együtt. Mivel azonban a közösség nem volt hajlandó áttelepülni, az épületek állaga azóta erősen leromlott. A szigetet felújítással igyekeznek vonzó turisztikai célponttá varázsolni.[12]

## Neves személyek
- Itt született
  - 1836. március 7-én Stephan Milow író, költő.
  - 1882. március 8-án Ignat Bednarik festőművész.
  - 1886. március 21-én Rassay Károly politikus, ügyvéd, államtitkár, az Esti Kurír főszerkesztője, a Nemzeti Szabadelvű Párt, majd a Polgári Szabadságpárt alapító elnöke,
  - 1889. október 7-én Stefan Fröhlich, a Luftwaffe tábornoka.
  - 1899. december 23-án Czövek Erna zongorapedagógus.
  - 1904. szeptember 24-én Vasvári Ferenc gépészmérnök.
  - 1906. október 11-én Erdély Izolda zenekritikus.
  - 1908. április 22-én Aszlányi Károly író.
  - 1908-ban Eugen Bonomi (Bonomi Jenő) magyarországi német etnográfus.
  - 1909. március 19-én Gáspárdy Sándor festőművész.
  - 1932. augusztus 20-án Hildegard Klepper-Paar grafikusművész.
  - 1956. január 28-án Alexander Fölker kézilabdázó.
- Itt élt Otto Alscher (1880–1944) német vadászíró.
- Itt szolgált lelkészként Richard Wurmbrand 1956–59-ben.
- 1841-ben itt járt Hans Christian Andersen.
- Itt hunyt el 1921-ben báró Baumgarten Emil (1846–1921) főrendiházi tag, országgyűlési képviselő.